# Seiichi Ito
Seiichi Ito, född 28 juli 1890, död 7 april 1945, var en japansk amiral under andra världskriget. Han var befälhavare för Operation Ten-Go, där han stupade.